# Reebok
Reebok International (МФА: /ˈriːbɒk/) — американская компания по производству спортивной одежды, обуви и аксессуаров. Штаб-квартира расположена в Бостоне (штат Массачусетс). С 2005 по 2021 год была дочерним предприятием компании Adidas, потом перешла под контроль Authentic Brands Group. Под брендом Reebok производится спортивная одежда, обувь и инвентарь для фитнеса, бега и кроссфита. Является официальным спонсором CrossFit и Spartan Race.

## История
В 1895 году Джозеф Уильям Фостер основал компанию J.W. Foster and Sons в Болтоне, Англия, она считается старейшим в мире производителем спортивной обуви, в частности первой начала выпуск шипованных кроссовок. В 1958 году два внука основателя, Джо и Джефф Фостеры, создали компанию Reebok (косулья антилопа на языке африкаанс). Позже она поглотила первоначальную компанию Фостеров.
В 1979 году на Чикагской Международной выставке кроссовок американский бизнесмен Пол Файрмен обратил внимание на Reebok. Он приобрёл лицензию на бренд Reebok в США и основал компанию Reebok USA Ltd. К 1981 году продажи Reebok превысили 1,5 млн долларов, но Файрмен вынужден был продать контрольный пакет акций своего предприятия другой британской обувной компании Pentland Industries, при этом оставался главой компании до 2005 года. Новые владельцы вложили средства в открытие завода в Корее, что позволило снизить себестоимость продукции. В 1982 году Reebok начала производство обуви, специально разработанной для занятий аэробикой; в отличие от обычных кроссовок эта обувь была из мягких материалов и ярких цветов. Эта обувь, получившая название Reebok Freestyle, стала первой спортивной обувью, предназначенной для женщин. Уже в 1983 году продажи компании выросли до 13 млн долларов, а в следующем году — 66 млн. Продукция компании пользовалась большим спросом, несмотря на высокую цену и проблемы с качеством. В 1984 году британская Reebok International была объединена с Reebok USA, а в июле 1985 года разместила свои акции на Нью-Йоркской фондовой бирже. В этом году продажи превысили 300 млн долларов. В 1986 году Reebok расширила ассортимент продукции спортивной одеждой и инвентарём, а также детской обувью под брендом Weebok. В июне 1986 года был куплен производитель обуви Rockport Company, за ним последовали приобретения других обувных компаний: Avia Group International, John A. Frye Company, ESE Sports Company.
В 1988 году рост компании резко замедлился, отчасти из-за того, что основной конкурент, Nike, начала активную рекламную кампанию. С начала 1990-х годов Reebok начала расширять географию деятельности, уже к 1992 году её продукция продавалась в 140 странах, в 9 из них занимая первое место по продажам, включая Великобританию, Австралию и Канаду. В то же время доля на рынке США продолжала сокращаться (до 20 % в 1995 году). В 1996 году компания отказалась от собственного бренда повседневной обуви Boks, приобретя права на бренд Ralph Lauren. В 1997 году компания представила новые технологии DMX и 3D Ultralite, которые должны стать ответом на технологию Nike Air, но они не смогли существенно улучшить положение Reebok, и компании в 1998 году пришлось сократить 10 % персонала (500 человек), а также расторгнуть несколько спонсорских контрактов.
В 2004 году был куплен канадский производитель хоккейной амуниции CCM (эта компания была продана в 2017 году).

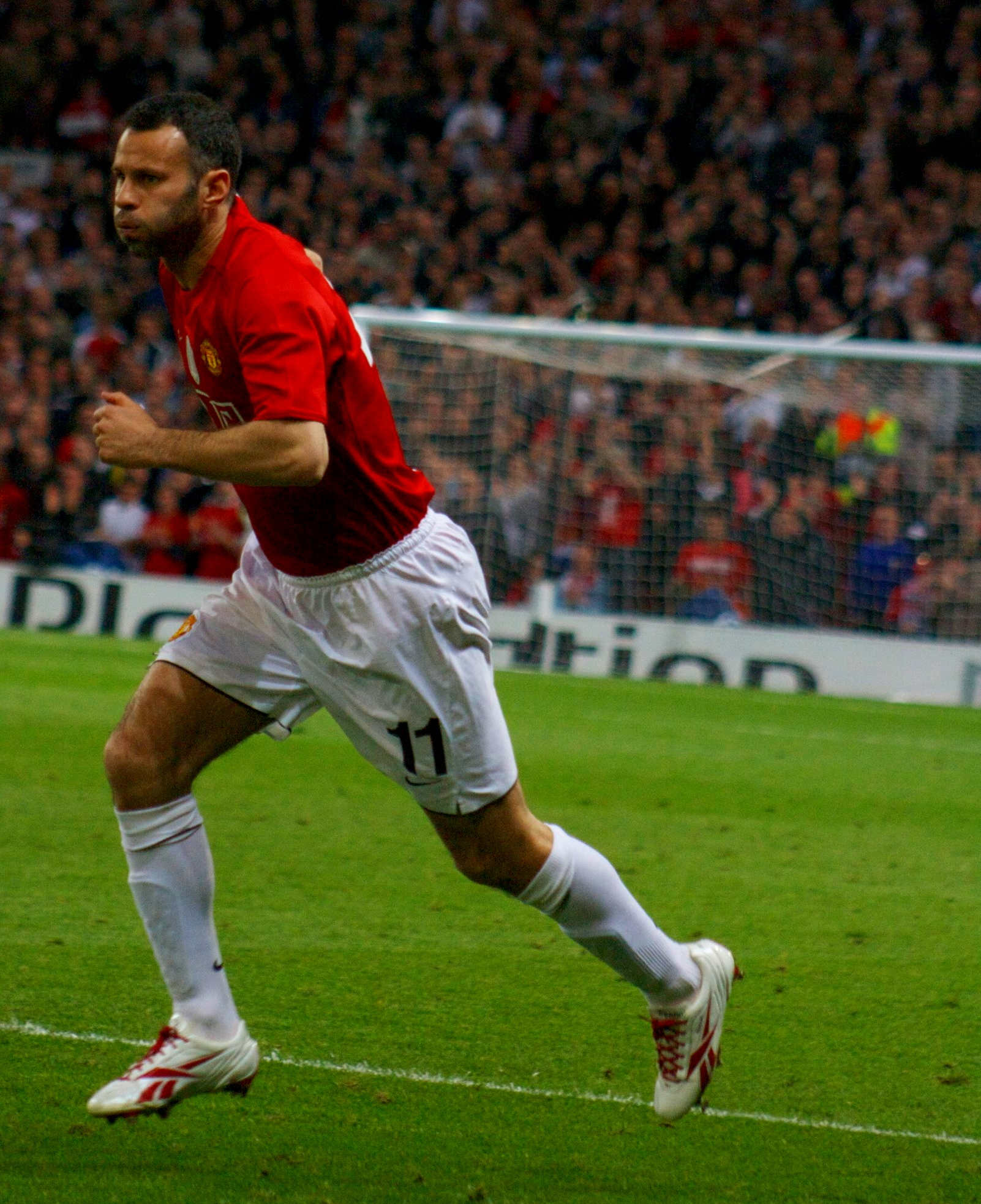
Райан Гиггз в своих футбольных бутсах Reebok Sprintfit

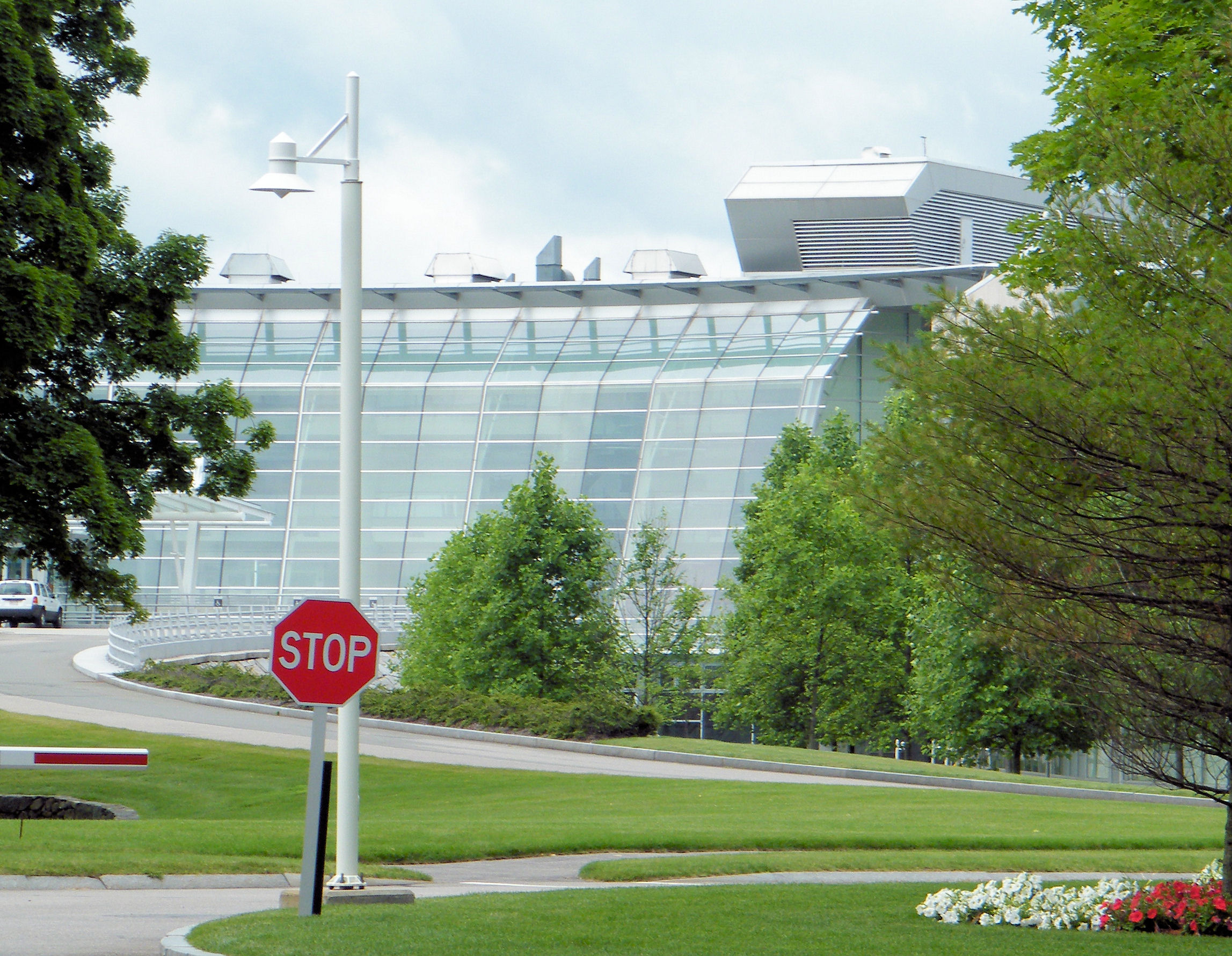
Штаб-квартира Reebok в Кантоне, штат Массачусетс, США

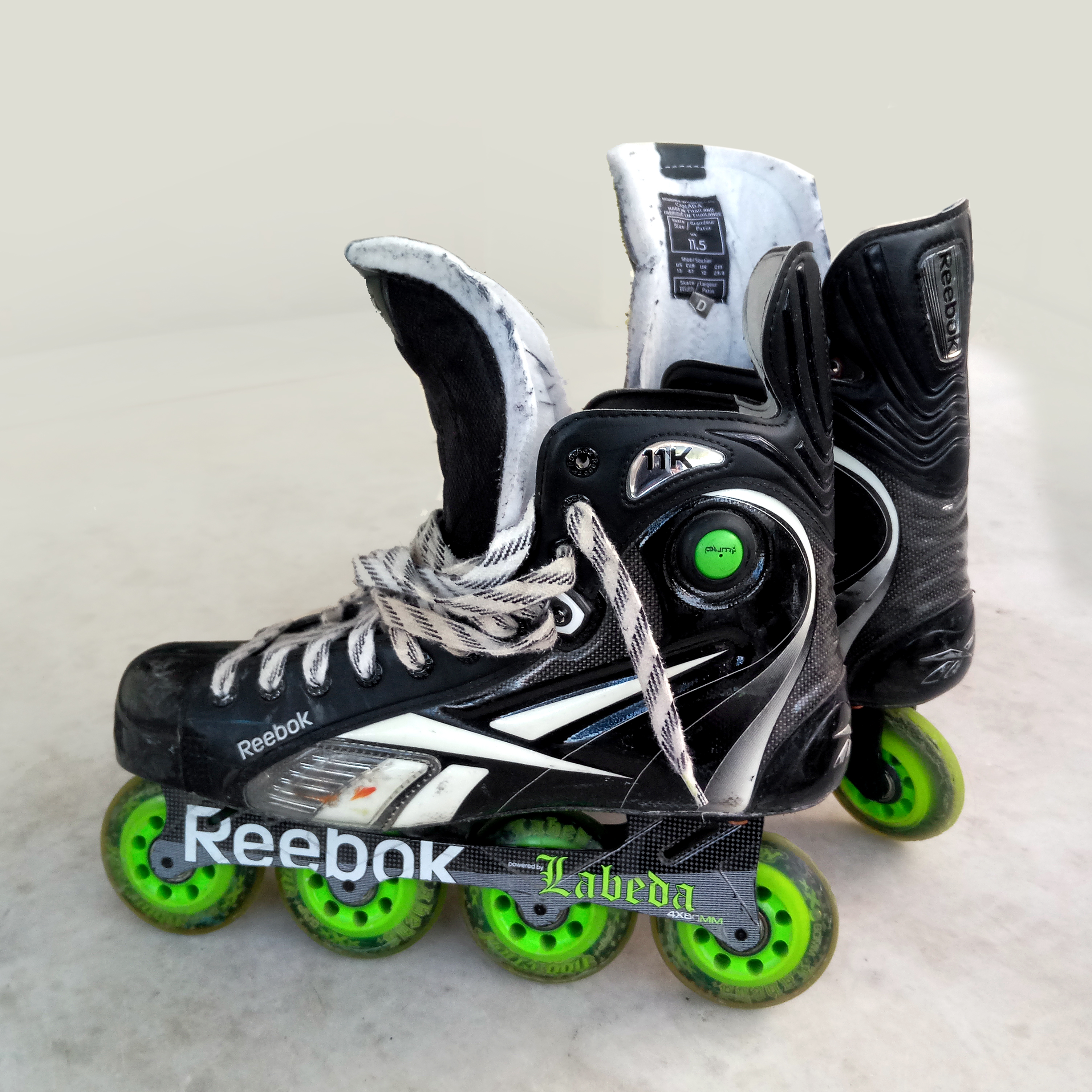
Коньки Reebok

В 2005 году концерн Adidas приобрёл Reebok в сделке стоимостью 3,8 млрд долларов. После приобретения Adidas заменил Reebok в качестве официального поставщика формы для НБА в 2006 году.
Президентом и генеральным директором Reebok в январе 2006 года был назначен Пол Харрингтон, заменив Пола Файрмена. Харрингтон был в компании с 1994 года, занимал пост старшего вице-президента Reebok по глобальным операциям.
В 2010 году Reebok объявила о партнерстве с CrossFit, компаниями совместно была разработана коллекция обуви и одежды для осени 2011 года. Это было связано с тем, что истекали контракты на поставки спортивной формы и одежды для профессиональных спортивных лиг и команд колледжей (ее последний контракт на права на форму с НХЛ закончился в 2017 году), и Reebok начала позиционировать себя в большей мере как производитель одежды и обуви для фитнеса, как это было в 1980-х и начале 1990-х годов. Эта тенденция была продолжена в 2013 году партнёрством с Les Mills, программой группового фитнеса и командных тренировок в 80 странах мира в более чем 20 000 студиях. К июлю 2013 года красный знак дельты начал появляться на всех фитнес-коллекциях Reebok.
В августе 2021 года права на бренд Reebok за 2,46 млрд долларов были куплены компанией Authentic Brands Group.

### История логотипа

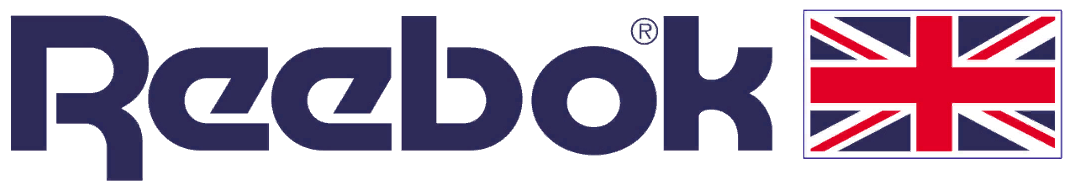
1977–1986
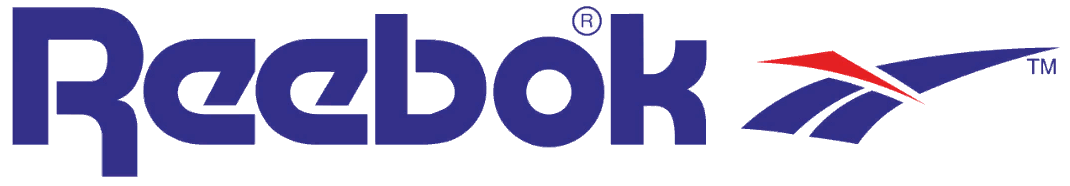
1986–2000
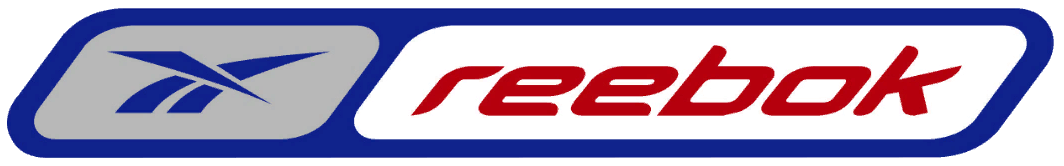
2000–2005
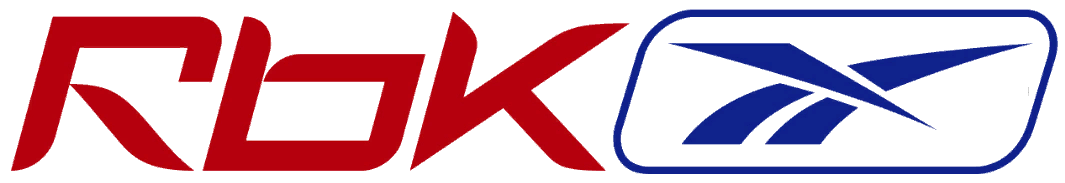
2005–2008
2008–2014
2014–2019
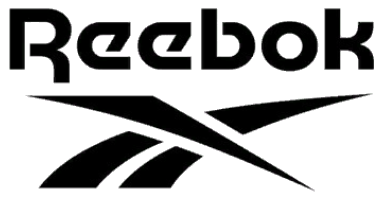
2019—2022
2022—

## Рекламная и спонсорская деятельность

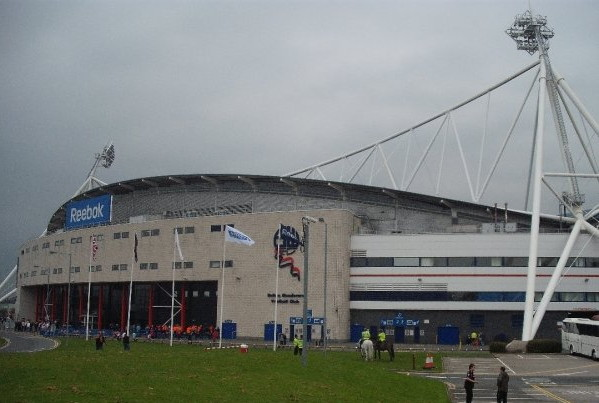
Стадион Reebok в Болтоне

Reebok — один из важнейших рекламодателей, в основном компания заключает контракты со звёздами НХЛ и НБА, но в последнее время осваивается на футбольном рынке. Основные звёзды, с которыми компания заключила индивидуальные рекламные контракты, — Андрей Шевченко, Райан Гиггз, Яо Мин, Аллен Айверсон, Льюис Хэмилтон, Александр Овечкин, Николас Альмагро, Рич Фронинг, Oxxxymiron. Контракты с Reebok есть и у таких футбольных клубов, как «Болтон Уондерерс», а также «Кёльн».
23 июня 2010 года компания Reebok подписала с Джоном Уоллом контракт на сумму 25 млн долларов на 5 лет, объявив его новым лицом компании, ранее им являлся Аллен Айверсон.
В 2015 году UFC подписала шестилетний контракт с Reebok за право стать официальным экипировщиком бойцов. Общая сумма, по неофициальным данным, составила порядка $70 млн. С тех пор бойцы UFC на всех официальных мероприятиях обязаны появляться только в конкретной экипировке, а нарушение грозит им штрафами.
В 2019 году рекламная кампания «Пересядь с иглы мужского одобрения на мужское лицо» вызвала скандал. Пользователям Рунета она показалась пошлой и оскорбительной. В итоге представители компании удалили все фотографии этой рекламы из социальных сетей.

## Обвинения в обмане потребителей
В 2013 году, после расследования, проведённого Федеральной комиссией по торговле США, Reebok заплатила 25 млн долларов компенсации в пользу потребителей, которые были обмануты недостоверными сведениями об особенных свойствах кроссовок Easy Tone и Run Tone. В рекламе утверждалось, что кроссовки помогают накачивать мышцы ног и ягодиц просто при ходьбе, однако комиссия заявила, что данный факт никак не подтверждается практическим путём, и сочла такую рекламу вводящей людей в заблуждение.